# Joan Verdú Fernández
Joan Verdú Fernández (* 5. Mai 1983 in Barcelona) ist ein spanischer Fußballspieler.

## Karriere
Verdú stammt aus der Jugend des FC Barcelona. Über die zweite Mannschaft der Katalanen fand er den Weg in den Profifußball. Sein Debüt in der ersten Mannschaft gab er in einer Champions-League-Partie gegen Schachtar Donezk 2005. Allerdings wechselte der Offensivspieler bereits zur folgenden Saison zu Deportivo La Coruña, wo er sich zum Stammspieler entwickeln konnte.
Sein erstes Tor für Depor erzielte Verdú am 11. Februar 2007 beim 2:0-Auswärtssieg über den FC Villarreal.
Am 4. Juni 2009 gab der katalanische Verein Espanyol Barcelona bekannt, dass Verdú für die kommenden vier Jahre verpflichtet wurde.
Nach Ablauf des Vertrags dort wechselte er 2013 zu Betis Sevilla. Nach einer weiter Station beim Abu Dhabi Verein Baniyas SC in der Saison 2014–2015 stand er am Anfang der Spielzeit 2015–16 beim italienischen Klub AC Florenz unter Vertrag. Im Februar 2016 wechselte er zurück nach Spanien zur UD Levante.

## Spiele für Katalonien
Verdú wurde in der international nicht anerkannten Auswahl für Katalonien neun Mal eingesetzt, wobei ihm zwei Tore gelangen.